# Eddie Blay
Edward „Eddie“ Blay (* 9. November 1937 in Accra; † 15. Oktober 2006 ebenda) war ein ghanaischer Weltergewichtsboxer.

## Amateur-Karriere
Bei den erstmals ausgetragenen afrikanischen Meisterschaften 1962 in Kairo gewann er in der Leichtgewichtsklasse. Den Erfolg konnte er 1964 in Accra als Halbweltergewichtler wiederholen. 1966 in Lagos unterlag er im Final der Weltergewichtskategorie Joseph Bessala aus Kamerun. Des Weiteren siegte Blay auch bei den British Empire and Commonwealth Games 1962 in Perth und 1966 in Kingston.
1960 nahm er an den Olympischen Spielen in Rom teil und unterlag im Achtelfinale dem Briten Richard McTaggart. 1964 gewann er bei den Olympischen Spielen in Tokio die Bronzemedaille im Halbweltergewicht, er verlor im Halbfinale gegen den Polen Jerzy Kulej nach Punkten.

## Profi-Karriere
1967 wurde er Profi. Seine Karriere kam erst nach dem dritten Kampf, den er gegen den Italiener Aldo Mondora nach Punkten verlor, in Fahrt. Er legte eine Serie von neunzehn Siegen hin, verlor dann aber im September 1970 in Italien nach Punkten gegen Silvano Bertini. Im Februar 1973 erfolgte sein erster Titelkampf um den vakanten Commonwealth-Titel im Weltergewicht. Blay verlor gegen den Kanadier Clyde Gray nach Punkten.
Auch seine zwei Anläufe, Afrikameister zu werden, scheiterten. Im März 1974 verlor er gegen Salam Ouédraogo von der Elfenbeinküste durch technischen K. o. in Runde dreizehn. Im November des gleichen Jahres erlitt Blay eine Punktniederlage gegen den Kameruner Joseph Bessala. Nach weiteren zwei Kämpfen hängte er im Mai 1975 seine Boxhandschuhe an den Nagel.